# Ancistrocerus japonicus
Ancistrocerus japonicus är en stekelart som först beskrevs av Schulthess 1908.  Ancistrocerus japonicus ingår i släktet murargetingar, och familjen Eumenidae. Inga underarter finns listade i Catalogue of Life.